# L.A. Guns (альбом)
L.A. Guns — первый студийный альбом американской глэм-метал группы L.A. Guns. Записан на студии The Village Recorder в Лос Анджелесе, выпущен 4 января 1988 года лейблом Vertigo Records. Это единственный альбом, записанный при участии барабанщика Ника Александра, которого заменил Стив Райли ещё до официального выхода альбома. Песни «One More Reason», «Sex Action» и «Electric Gypsy» были также выпущены в качестве синглов.
Материал первого альбома L.A. Guns был подготовлен и написан в течение первых лет существования группы. Участие в написании песен принимали все пять участников группы, включая бывшего вокалиста Пола Блэка. Альбом также включает кавер-версии песен групп, в которых ранее принимали участие музыканты. Ранние демозаписи нескольких песен были позже включены в альбом Hollywood Raw: The Original Sessions, а воссоединённый классический состав перезаписал несколько треков для Greatest Hits and Black Beauties.
L.A. Guns имел ограниченный коммерческий успех в Соединённых штатах. Альбом продержался в Billboard 200 33 недели и добрался до 50 места в чарте в апреле 1988 года. В 1993 году альбом был сертифицирован как золотой по версии Американской ассоциации звукозаписывающих компаний, достигнув отметки в 500 000 проданных копий альбома. Пластинка получила в основном положительные отзывы критиков, которые отмечали альбом как выделяющимся на глэм-метал сцене 1980-х, восхваляя баланс между композициями с чисто коммерческим звучанием и более тяжёлыми по звуку песнями.

## Список композиций
| №                   | Название                                                        | Длительность |
| ------------------- | --------------------------------------------------------------- | ------------ |
| 1.                  | «No Mercy»                                                      | 2:45         |
| 2.                  | «Sex Action»                                                    | 3:38         |
| 3.                  | «One More Reason»                                               | 3:05         |
| 4.                  | «Electric Gypsy»                                                | 3:24         |
| 5.                  | «Nothing to Lose»                                               | 4:12         |
| 6.                  | «Bitch Is Back»                                                 | 2:50         |
| 7.                  | «Cry No More»                                                   | 1:20         |
| 8.                  | «One Way Ticket»                                                | 4:17         |
| 9.                  | «Hollywood Tease» (Кавер-версия песни группы Фила Льюиса Girl.) | 2:43         |
| 10.                 | «Shoot for Thrills» (Кавер-версия песни группы Sweet Pain)      | 4:24         |
| 11.                 | «Down in the City»                                              | 3:58         |
| Общая длительность: | Общая длительность:                                             | 36:36        |

| №                   | Название            | Длительность |
| ------------------- | ------------------- | ------------ |
| 12.                 | «Winters Fool»      | 3:38         |
| Общая длительность: | Общая длительность: | 40:14        |

## Состав группы
L.A. Guns
- Фил Льюис — вокал
- Трейси Ганс — соло-гитара
- Мик Крипс — ритм-гитара, cинтезаторы, бэк вокал
- Келли Кикелс — бас, гармоника, бэк вокал
- Никки Александр — ударные
- Стив Райли — ударные (track 12)

Продакшн
- Джим Фарачи — продакшн, инжениринг
- Чарли Брокко — инжениринг

## Чарты
| Чарт (1988)                      | Высшая позиция |
| -------------------------------- | -------------- |
| Канада, Canadian Albums (RPM)    | 88             |
| Япония, Japanese Albums (Oricon) | 67             |
| Великобритания, UK Albums (OCC)  | 73             |
| США, Billboard 200               | 50             |

## Сертификации
| Регион     | Сертификация | Количество |
| ---------- | ------------ | ---------- |
| США (RIAA) | Золотой      | 500,000    |